# 一社駅
一社駅（いっしゃえき）は、愛知県名古屋市名東区一社二丁目にある、名古屋市営地下鉄東山線の駅である。駅番号はH19。
東山線は、当駅の東側より地下を抜け、終点の藤が丘までは地上高架となる。地形的には当駅から上社駅へ向かって下がっていくために高低差はあまりない。

## 歴史
- 1969年（昭和44年）4月1日：開業[1]。
- 2011年（平成23年）2月11日：manaca運用開始。
- 2016年（平成28年）2月8日：可動式ホーム柵使用開始。

## 駅構造

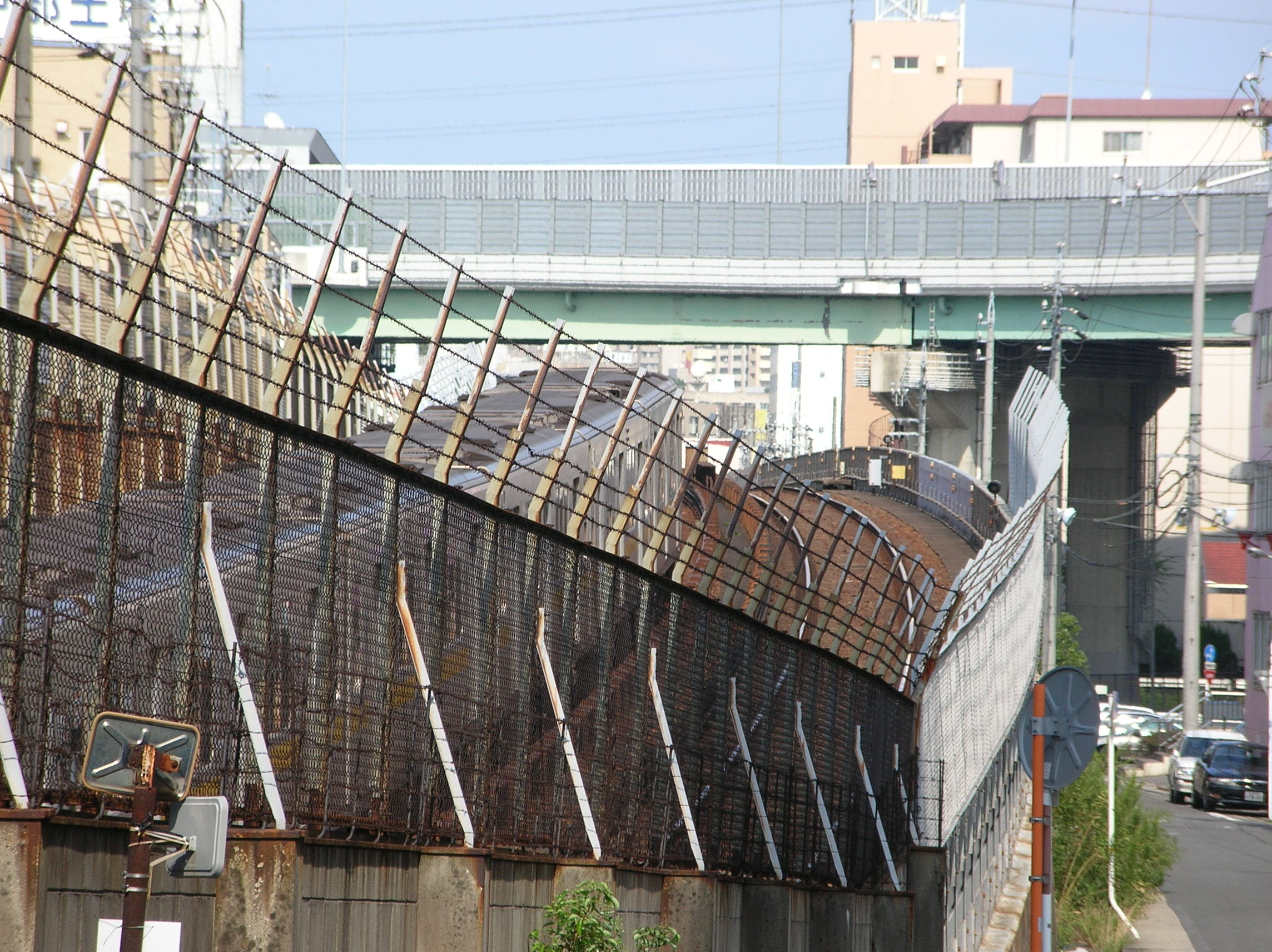
一社駅東側より地上高架区間へ出る
奥の高架道路は名古屋第二環状自動車道（名二環）上社JCT

相対式2面2線ホームを持つ地下駅で可動式ホーム柵が設置されている。出入口は2つ。東側で地上に出るためか当駅にはコンコースがなく、各出入口に改札がある。2番出入口にバスターミナルを併設する。各改札口とホームとは線路の下を通る通路で繋がっている。エレベーターは各ホームと南改札口（2番出入口）へ繋がっている。
当駅は、東山線駅務区名古屋管区駅が管轄している。
名古屋駅や栄駅など名古屋都心部から藤が丘方面行電車に乗り当駅で下車すると、地下ホームからエスカレーターを経てドラッグストア、ミニストップがある駅北口に出る。

### のりば
| ホーム | 路線   | 行先                 |
| ------ | ------ | -------------------- |
| 1      | 東山線 | 藤が丘方面           |
| 2      | 東山線 | 栄・名古屋・高畑方面 |

## 利用状況
名古屋市統計年鑑によると、当駅の一日平均乗車人員は以下の通り推移している。
- 2004年度：13,827人
- 2005年度：14,362人
- 2006年度：14,252人
- 2007年度：13,929人
- 2008年度：14,041人
- 2009年度：13,776人
- 2010年度：13,853人
- 2011年度：13,465人
- 2012年度：13,784人
- 2013年度：14,055人
- 2014年度：14,187人
- 2015年度：14,486人
- 2016年度：14,644人
- 2017年度：14,545人
- 2018年度：14,555人
- 2019年度：14,275人

## 駅周辺
- 愛知東邦大学
- 東邦高等学校
- 愛知県立千種高等学校
- 西一社第一公園
- 西一社団地・西一社第2団地
- 高社郵便局（北口から北へ徒歩2分）
- ギガス 本社
  - ケーズデンキ一社店（家電量販店）
- マックスバリュ一社店（南口から南へ徒歩2分）
- 名古屋銀行一社支店（北口から北へ徒歩4分）
- 三十三銀行名東支店（南口南隣り）
- 岡崎信用金庫一社支店（北口から徒歩1分）
- 東山通[注釈 1]（愛知県道60号名古屋長久手線）
- 藤久本社・ジャパンクラフトホールディングス本社
- 中央出版本社
- ケンコーマヨネーズ名古屋事業所

## バス路線
2番出入口に隣接した、「一社」バス停（バスターミナル）より発着している。発着する系統は以下のとおり。ターミナル内の乗車停留所は2か所。
名古屋市営バス
- 幹一社1系統：一社 - 引山
- 幹一社1系統：一社→猪子石原→一社
- 幹一社1系統：一社→引山→一社
- 名東巡回系統：星ヶ丘 - 一社 - 猪高車庫
- 深夜1系統：栄 - 一社 - 藤が丘

## 隣の駅
名古屋市営地下鉄
 東山線
星ヶ丘駅 (H18) - 一社駅 (H19) - 上社駅 (H20)